# 三悪 (タイムボカンシリーズ)
三悪（さんあく）は、アニメ『タイムボカンシリーズ』における3人組の悪役を指す。

## 概要
この項目では、『タイムボカンシリーズ』歴代作品に登場する女性1名・男性2名、計3名を総称して「三悪」と呼ぶ（名称については後で補足）。基本的に正義側に対する悪側（一部作品で例外あり）のキャラクターではあるものの、演者（後述）のコミカルさとアドリブがかった芝居によって強烈な個性を発揮。そうした形で毎度の如く失敗し、敗北する憎めないギャグ悪役として、本来の主役である善玉たちに対して「影の主役」とも言われた。その人気の高さから、タイムボカンシリーズのOVA『タイムボカン王道復古』では三悪が主人公となっているほか、後述するタイムボカンシリーズに関連したゲーム作品でも三悪が主人公やメインキャラとして扱われることが多い。
キャストについては、1975年（昭和50年）の『タイムボカン』から2008年（平成20年）の『ヤッターマン（リメイク版）』にかけて長らく小原乃梨子・八奈見乗児・たてかべ和也が継続して演じていたが、2015年（平成27年）に深夜帯で放送されたスピンオフ系作品『夜ノヤッターマン』において喜多村英梨・平田広明・三宅健太が「ドロンボー一味の子孫たち」という役どころでキャスティングされ、2016年（平成28年）の『タイムボカン24』（当作品の事実上の第2期にあたる『タイムボカン 逆襲の三悪人』を含む）でもこの3名が引き続き三悪に起用された（『24』、および『三悪人』の三悪は歴代三悪と血縁的な関係は無い）。その後は『CRヤッターマン』などで過去に小原たちが演じたキャラクターを喜多村たちが引き継いで演じることとなった。

### 特徴・歴史
各人の特徴を端的に言うと「美女ではあるが性格がキツい女ボス」、「女子高生好きな発明家の男」、「脳筋な怪力男」といった感じになる。基本的なキャラクターデザインはシリーズ第1作である『タイムボカン』で天野喜孝がデザインしたものを踏襲している。歴代三悪の女性キャラをほとんど演じた小原乃梨子は歴代の善玉たちのことを「表紙の人」と評した後「善玉は次々と変わるが三悪は（基本的には）同じ」という三悪キャラの本質を述べている。
『タイムボカン』は勧善懲悪のSFギャグアニメとしてスタートした。スタッフとしては当然ながら主役が人気が出るように制作していたが、視聴者の間では放送回が進むにつれて、個性やアドリブ芝居などで、悪役である三人組（マージョ・グロッキー・ワルサー）に人気が集中していく。彼らはやがて「三悪」などと通称され、シリーズ全作品を通し「ドクロマーク」を旗印として用い、コスチュームと名前が変わる程度で、ほぼ同一のキャラクターデザインで登場するようになった。
その後の各作品では変化を付ける意図から、善悪の立場を逆転させる場合もある。『怪盗きらめきマン』ではヒーロー側が怪盗、三人が警察官（刑事）となっている。『夜ノヤッターマン』ではヒーロー側が民衆に圧政を強いる支配者的な存在に、三人がレジスタンスに成っている。
三悪、特に発明家キャラは、物語の展開を中断、第四の壁を突破してテレビの前の視聴者に直接語りかけたり視聴者からのファンレターを読む等、メタフィクション行為を時折り実行する。

### 三人の呼称について
「三悪」という言葉は『ヤッターマン』の第89話の予告で初めて使われた（ほか『タイムボカン 王道復古』でも「三悪」と呼称）。ただしタツノコプロでは正式に公式の総称を決めておらず、下記に記した様々な呼称も使われている。なお本項では項目の名称として端的に判りやすい「三悪」を採用している。
各作品（「ドロンボー一味」）などのチーム名で呼ぶことも間違いではないが、総称ではない。
- 他には「悪玉トリオ」「あの3人組」などが使われる。正義側を後一歩まで追い詰めながらも、詰めの甘さで逆転負けを喫したり、劇中での会話やポカをやらかしたりするケースから、「3バカ(トリオ)」と呼ばれることもある。
- 『タイムボカン24』の続編シリーズでは『タイムボカン 逆襲の三悪人』という副題が付いている。
- 『ヤッターマン』（リメイク版）第26話「歴代三悪オールスター勢揃いだコロン!」を収録したDVDに収録されている日本語字幕では「3悪」（「三」がアラビア数字）と表記されている。

## 三悪一覧およびその配役
| 作品名                                    | チーム名                        | 女性リーダー                                  | 頭脳系                                               | 怪力系                                             | 黒幕                              | 三悪＋α |
| ----------------------------------------- | ------------------------------- | --------------------------------------------- | ---------------------------------------------------- | -------------------------------------------------- | --------------------------------- | --- |
| タイムボカン                              | マージョ一味                    | マージョ （30歳） （声：小原乃梨子）          | グロッキー （25歳） （声：八奈見乗児）               | ワルサー （35歳） （声：たてかべ和也）             | 不在                              | 不在 |
| ヤッターマン                              | ドロンボー一味                  | ドロンジョ （24歳） （声：小原乃梨子）        | ボヤッキー （25歳） （声：八奈見乗児）               | トンズラー （30歳） （声：たてかべ和也）           | ドクロベエ （声：滝口順平）       | 不在 |
| ゼンダマン                                | アクダマン (アクダマトリオ)     | ムージョ （24歳） （声：小原乃梨子）          | トボッケー （25歳） （声：八奈見乗児）               | ドンジューロー （30歳） （声：たてかべ和也）       | 不在                              | ニャラボルタ （声：池田勝） 裁判メカ （声：宮村義人）                                                                  |
| オタスケマン                              | オジャママン                    | アターシャ （33歳） （声：小原乃梨子）        | セコビッチ （29歳） （声：八奈見乗児）               | ドワルスキー （33歳） （声：たてかべ和也）         | トンマノマント （声：池田勝）     | ゲキガスキー （声：山本正之）                                                                                          |
| ヤットデタマン                            | ミレンジョ一味                  | ミレンジョ （27歳） （声：小原乃梨子）        | ジュリー・コケマツ （27歳） （声：八奈見乗児）       | アラン・スカドン （30歳） （声：たてかべ和也）     | 不在                              | ドンファンファン伯爵 （声：山本正之） コマロ王子 （声：丸山裕子）                                                      |
| イッパツマン                              | クリーン悪トリオ                | ムンムン （26歳） （声：小原乃梨子）          | コスイネン （30歳） （声：八奈見乗児）               | キョカンチン （30歳） （声：たてかべ和也）         | コン・コルドー （声：肝付兼太）   | ミンミン （声：土井美加） 隠球四郎 （声：小滝進） 今井市郎 （声：千葉繁）                                              |
| イタダキマン                              | 二束三文トリオ                  | ヤンヤン（25歳） （声：小原乃梨子）           | ダサイネン（26歳） （声：八奈見乗児）                | トンメンタン（30歳） （声：たてかべ和也）          | 不在                              | 竜子 （声：坂本千夏） 孫田空作/イタダキマン （声：田中真弓）                                                           |
| きらめきマン                              | 花の刑事トリオ （さんあく刑事） | ルージュ（27歳） （声：小原乃梨子）           | ヒエール（29歳） （声：八奈見乗児）                  | オンドレー（30歳） （声：たてかべ和也）            | ドキドキドグリン （声：滝口順平） | 不在 |
| ヤッターマン（リメイク版）                | ドロンボー一味                  | ドロンジョ（自称24歳） （声：小原乃梨子）     | ボヤッキー（自称25歳） （声：八奈見乗児）            | トンズラー（自称30歳） （声：たてかべ和也）        | ドクロベエ （声：滝口順平）       | ドクボン （声：三瓶由布子） ネエトン （声：たかはし智秋）                                                              |
| ヤッターマン（実写映画版）                | ドロンボー一味                  | ドロンジョ（24歳?） （演：深田恭子）          | ボヤッキー（25歳?） （演：生瀬勝久）                 | トンズラー（30歳?） （演：ケンドーコバヤシ）       | ドクロベエ （声：滝口順平）       | 不在 |
| 夜ノヤッターマン                          | 新生ドロンボー                  | レパード/ドロンジョ（9歳） （声：喜多村英梨） | ヴォルトカッツェ/ボヤッキー（25歳） （声：平田広明） | エレパントゥス/トンズラー（29歳） （声：三宅健太） | 不在                              | オダさま（声：たかはし智秋） ガリナ/新生ヤッターマン1号 （声：吉野裕行） アルエット/新生ヤッターマン2号 （声：伊藤静） |
| タイムボカン24/ タイムボカン 逆襲の三悪人 | アクダーマ                      | ビマージョ（28歳） （声：喜多村英梨）         | ツブヤッキー（年齢不詳） （声：平田広明）            | スズッキー（年齢不詳） （声：三宅健太）            | オヤダーマ （声：ホリ）           | 不在 |
| DORONJO                                   | ?                               | 泥川七音（年齢不詳） （演：池田エライザ）     | 飛悟（年齢不詳） （演：矢本悠馬）                    | 匠苑（年齢不詳） （演：一ノ瀬ワタル）              | ?                                 | ? |

### 幻の三悪
タイムボカンシリーズには制作には至らず企画のみに終わった作品がある。以下がその三悪。
- 『タイムボカンエクスプレス』
  - パンドール、ヘロヘロ、トンネル
  - 黒幕＝ソンデモンデ[11]
- 『タイムボカンウォーズ サッパリマン』
  - ジョカルト、チンドルフ、ブルゲンス
  - 黒幕＝シャックリー総統[12][13]

なお、サッパリマンの三悪が戦う相手はタイムボカン～イタダキマンの歴代善玉キャラのどれかとなる予定だった。

## 三悪の目的
元祖三悪であるマージョ一味はタイムボカンの初期エピソードで、行方不明になった木江田博士を探す主人公丹平たちを苦しめる純粋な悪役で描かれていたが、博士が見つかった中盤以降のストーリーでは互いに共通の物を求めるといった目的で正義側に絡んでいくことになる。『ヤッターマン』以降の作品では、ほぼそれが三悪の行動パターンとなる。
そうして着いた場所で自分たちの目的や野望達成のために悪事を働くことになるが、同じ場所に来た善玉ヒーローたちの介入によって、毎度善玉たちと対戦し、その結果敗北する流れになる。

### 行動動機
- 1.タイムボカン（マージョ一味）

マージョ、グロッキー、ワルサーは「ダイナモンド」を手に入れて大儲けしようと画策し、タイムボカンを追跡、もしくは先に自分たちが調査して目的時代に向かい、行った先の時代で主要人物たちを騙して利用しようとする。
- 2.ヤッターマン（ドロンボー一味）

ドロンジョ、ボヤッキー、トンズラーの3人はドクロベエからの指令で、世界各地にあると言われる「ドクロストーン（リメイク版ではドクロリング）」を探す。そのためにインチキ商売をして探索及び戦闘用のメカ製作の資金を稼ぐ。ドロンジョが宣伝、ボヤッキーがメカ製作し、インチキがバレるとトンズラーの怪力で客のクレームを力尽くでねじ伏せる。
- 3.ゼンダマン（アクダマン (アクダマトリオ)）

不老不死の象徴である「命の源（もと）」を探すため、永遠の美貌を求めるムージョ、トボッケー、ドンジューローが謎のネコのニャラボルタと共に、ゼンダマン２号ことさくらちゃんの祖父である紋者博士の持つ手がかりを、博士からあの手この手で騙して奪い取って時代を巡る。
- 4.オタスケマン（オジャママン）

トンマノマントの指令により、表向きにはタイムパトロール隊員であるアターシャ、セコビッチ、ドワルスキーが地球の歴史を改変する使命を帯びてパトロールの振りをして出発。その際にセコビッチとドワルスキー、更に3人に加わった新米隊員ゲキガスキーがいつも、同行するヒカルとナナのオタスケサンデー号にマシントラブルを起こさせる細工で妨害して先行し、行動に移る。
- 5.ヤットデタマン（ミレンジョ一味）

ナンダーラ王国の後継者となるに必要な時空を超える幻の鳥「ジュジャク」を探す。スカプラ王家王女であるミレンジョ姫は、弟であるコマロ王子を王位に就かせ、没落したスカプラ王家を再興させるのが目的で、ジュリー・コケマツとアラン・スカドンを率いて、現代人（カレン姫の先祖）である時ワタル（ヤットデタマン）と姫栗コヨミを連れたカレン姫と対決する。
- 6.逆転イッパツマン（クリーン悪トリオ）

シャレコウベリース社創設者兼最高責任者であるコン・コルドー会長の命で、営業成績最下位のオストアンデル北部支社の支社長ムンムン、部長コスイネン、課長キョカンチンがタイムリース社が派遣した法夢ラン、ハル坊、2-3のトッキュウザウルス及びトッキュウマンモスへの妨害活動を行う。
- 7.イタダキマン（二束三文トリオ）

オシャカ学園の浪人生トリオのヤンヤン、ダサイネン、トンメンタンの三人が、オシャカ校長の依頼で世界に散らばった「オシャカパズル」を求めて探索に出た三蔵法子、サーゴ浄、猪尾八ツ男の3人からなる優等生たてまえトリオを追跡する。その際に移動及び戦闘メカとなる竜子と、両親を探す目的で付いて来ている空作を両親探索も兼ねて連れて行くが、その正体がイタダキマンだとは知らない。
- 8.タイムボカン2000 怪盗きらめきマン（花の刑事トリオ）

リップとパフのきらめきマンが狙うお宝「ゴールドアイ」を守るため、ジュテーム署のルージュ、ヒエール、オンドレーの花の刑事トリオ（自称であり、同僚からは「(捜査ス課所属の)窓際刑事トリオ」とバカにされている）が、財宝を警護する
- 9.夜ノヤッターマン（新生ドロンボー一味）

ヤッター・キングダムに新生ドロンボーのリーダーであるレパードが、ヴォルトカッツェとエレパントゥスを率いて復讐すべく乗り込み、ガリナ、アルエットを仲間にし、ヤッター・キングダムのヤッターマンの正体がドクロベェであることを知り、ガリナたち新生ヤッターマンと共闘する。
- 10.タイムボカン24（アクダーマ）

教科書通りの歴史を守るためにオヤダーマの命令で、ヒストリーパラダイス社に勤務するビマージョ、スズッキー、ツブヤッキーが、教科書に載っていない新しい「真歴史」を見つけようとするJKK（時空管理局）のトキオとカレンの妨害にかかる。
- 11.タイムボカン 逆襲の三悪人（アクダーマ）

タイムボカン24の続編。オヤダーマの命令で、ビマージョ、スズッキー、ツブヤッキーが、歴史人物のもつ「ダイナモンド」を探す。

## 敗北
タイムボカン初期はボカンメカの攻撃に倒されるケースもあったが、途中から三悪専用メカの性能と能力も向上し、ボカンメカを圧倒するまでになる。それは後のシリーズに於いても受け継がれ、正義側を苦しめる事になるにも関わらず結局は負けてしまうが、それには複数要因があり、主なものとして以下のパターンに分けられる。

### 敗北原因
- 1.メカの不備

メカ設計者の作ったものが完璧でなかったり、欠点があったり、設計上の不備によってまんまと自滅し、場合（ストーリー展開と放送時間都合）によっては自爆させざるを得なくなる場合が多い。中には作品名物であるコクピットメカが増えていき、女ボスから「こんなの作る暇あったら、別なの付けろ！」と引っぱたかれるシーンもあったが、そうしたメカ製作の予算は悪玉にとっては毎回かなりやりくりが厳しいらしく、火力で善玉を窮地に追い込むものの、あと少しで弾切れを起こすなどして敗退するケースも少なくない。
『ヤットデタマン』ではジュリー・コケマツが設計受注している先の未来のメカ職人であるトンテンカン鍛冶屋が、実はコケマツの勘違いであまり腕の良くない人物（トンテンカン・テヌキ）だったり、『逆転イッパツマン』後半では、コスイネン部長が設計発注するようになったシャレコウベリース社の下請け企業であるマシンフレンド社の尼崎第三工場の工場長、今市（今井市郎）のメカが、本人が戦闘様子を見たり、設計ミスに後で気づいて「イマイチだな…」と自分のミスを棚に上げてぼやく（ただし、コスイネンも今市に対して一方的な要求や不満をぶつける事で反感を買われ、わざと手抜きされている場合もある）シーンにも表れている。
- 2.正義側の反撃

『タイムボカン』の場合はまだ動くボカンメカの作動と、その搭載メカによる細工によって爆弾を送り返され、マージョ一味は自らの爆弾で自爆する。上述のような設計不備もこういった敗れる原因になっている。
後年のリメイク版を含む『ヤッターマン』のケースでは、ドロンボー一味の攻撃でヤッターワンなどのヤッターメカが破壊寸前に追いまれる時があるものの、ヤッターマン1号のガンちゃんが投げるメカの元を食べて放出するゾロメカによる反撃に対処しきれないでやられる。途中で悪側もゾロメカを出して対抗するようになるものの、結局力及ばずに敗れ去る。なお『イタダキマン』の二束三文トリオや、『怪盗きらめきマン』の花の刑事トリオも、ゾロメカによって負けるパターンが受け継がれる。
『ゼンダマン』初期と『タイムパトロール隊オタスケマン』は、アクダマンがゼンダライオンを、オジャママンがオタスケメカを追い詰めながらも、救援メカの参戦によって計算を狂わされ、救援メカを返り討ちにする事もあったが、その間に正義側に立ち直る余裕を与えてしまっている。ゼンダマン後半ではゼンダゴリラに圧倒された際、ムージョがお色気作戦でゼンダゴリラを誘惑して腑抜けにするが、ゼンダコトラとゼンダワンのサポートと、ゼンダマンの愛の鞭で立ち直ったゼンダゴリラの逆襲でやられてしまう。
『ヤットデタマン』はミレンジョ一味がコケマツが発注したメカに乗り込み、大巨神を様々な手で苦戦させるものの、大巨神が大天馬を呼び出した事で、大馬神に合体されて形勢を逆転されたり、前述にあるメカの不具合や、大巨神単体で窮地を脱した場合にもミレンジョ一味は追い詰められる。
『逆転イッパツマン』ではクリーン悪トリオはイッパツマンの介入で劣勢となり、レスラーメカやスポーツメカを呼び出してイッパツマンを苦しめるものの、イッパツマンが呼び出した逆転王、または三冠王によって最後は逆転敗北する。
『タイムボカン24』並びに、『逆襲の三悪人』も、ボカンメカが人型などのロボットへ変形した事に加え、援護のボカンメカとの合体による攻撃で、アクダーマは為す術も無く完敗する。
- 3.自滅

『タイムボカン』でのボカンメカを追い詰めて行動不能にしながらも、止めの爆弾を打ち込む際に誰が止めのボタンを押すかで揉めに揉めて、その間に正義側に逆襲する時間的余裕を与えてしまうのが挙げられる。そして毎度の敗北が続くと、「ボタンを押した人が一番悪い！」という責任論になっていき、そのことでも更に内輪揉めが起こって中々決められない間にもメカの不備などの要素も加わって結局負けるパターンになる。
それ以前では第26話のAI搭載のアシカメカでメカブトンを完膚無きまでに追い詰めたものの、マージョにぞっこんだったAIが、淳子の姿を見て、彼女を殺すような行為をした自身に後悔して自殺（自爆）してしまう。また、ボカンメカが行動不能になった際、中の丹平たちが気絶してしまい、止めを刺す絶好のチャンスが到来しても、前述のメカの欠陥なども関与して、正義側が何もしないままに内輪揉めが原因で勝手に自滅するシーンも少なくない。
タイムボカン以降でもオタスケマンではコンピューター占いママさんに天気予報のような勝利予測や警戒を立てて貰うが、それが理解できなかったり、占い自体が外れていたりという具合にそのまま突っ走った結果、負けるケースに繋がる。
更には、ヤッターマンでは、悪側ゾロメカが勝利してドロンボーメカに持ち込んだトロフィーが、実は爆弾であり、それによる自爆の他、メカの状態と戦闘状況が悪化して敗北に近付いていたにも関わらず、それを無視して戦闘を続けた結果、自滅してしまうのは、ほぼ作品毎に最低数回は見られ、きらめきマンでもこのケースで敗れるパターンが多い。
- 4.第3者の介入

シリーズでは極めて珍しいケースで、『タイムボカン』のみで何度かあった。第33話でマージョ一味はコブラメカでクワガッタンを呑み込み、溶解液で溶かそうとするが、釣り師の白龍がグロッキーが落としたコブラメカを操る笛を拾って、それでコブラメカを操った事でクワガッタンは助け出され、マージョ一味は敗れる。第34話ではオロチメカでメカブトンを行動不能にするが、八岐大蛇退治に出ていた素戔嗚尊の介入によって大蛇と戦わされる羽目になり、大蛇もろとも始末される。第41話ではカニメカ胴体に搭載したスクリューでメカブトンを吸い込み、スクリューネジの爆弾で爆破させようとしたが、様子を見ていた海坊主を吸い込んでしまい敗れる。第54話ではマージョ一味の正体に気づいた地底人たちが丹平たちに協力し、オケラメカに追い詰められたメカブトンを救うため、マージョ一味に止めの爆弾を送り返している。
- 5.正義側の誤算

『ゼンダマン』前半の戦いでは、ゼンダライオンが持ってきたシステムメカによってアクダマンは敗北するのだが、このシステムメカはゼンダマンのサポートロボであるアマッタンに組み立てられるものの、アマッタンは度々組み立てミスを起こして部品が余ってしまい、その部品のたりなさによってせっかくのシステムメカが途中でばらけてしまったり、十分な性能を発揮できない時があった。しかし、このミスがアクダマンには悪い方向に作用し、不完全だった事が却って敗退を招く結果になる。

### 爆発
同じく全作品のお約束として、三悪が操縦するメカは基本的に毎回爆発し、その他のシーンでも『ヤッターマン』のドクロベエが指令を伝え終えた後の自爆や、恒例のお仕置きなどで爆発があるが、彼らは爆発と敗北のショックで茫然としたまま、心身共に憔悴しきった状態になるものの、爆死しなければ怪我もせず、服がボロボロになる程度で済んでいる。その他、メカを溶かす液体にかかっても、三悪（特に女ボス）の服が溶けるだけで、彼らはやけどを負ったりせず、また『逆転イッパツマン』第53・54話では、三悪を見限った黒幕のコン・コルドーが、隠球四郎製作によるフルオート自爆メカ・レイケツナイトに閉じ込めて抹殺しようとするも、三悪は自爆寸前に下のハッチから間一髪脱出し、メカ自爆に巻き込まれても無事であったりする。
このような彼らの驚異的な悪運の強さは、『ヤッターマン』のエンディングテーマの一節（前期ED『天才ドロンボー』）において歌われたり、前述の『イッパツマン』でも、三悪が生きていることを知った球四郎が「あいつらまだ生きていたのか!」と驚くのに対し、コルドーは平然と「クリーン悪トリオはゴキブリみたいな奴よのお」と発言するほどに特徴的なものであった。『ヤットデタマン』のミレンジョ一味では、後述する大巨神の鉄槌を受け、コクピットの爆発に晒されながらも、全員五体満足な姿で「やらーれちゃったー悔しいなー♪今度こーそー勝ちましょうー♪さーようーなーらー♪」と歌いながら去っていく余裕まであった。
また作品演出の定番として、やられて爆発した際に上るドクロ状のキノコ雲が上げられる。もともとは女ボスの吐いていた煙草の煙がドクロ状になっていった事から、ある意味三悪象徴のようなものになり、『タイムボカン』の頃は、メカニマルが敗れた後にガイコッツの鼻の穴部分からその形状の煙が出る程度だったが、ヤッターマン以降、三悪のメカ爆発及びコアメカが吹っ飛んだ際に必ずドクロ形状をした巨大なキノコ雲がもうもうと上がり、これを「ドクロキノコ雲」という通称で呼ぶ場合があるが、はじめはただのドクロ形状だったものが、その上にもう一つ小ぶりなドクロができたり、目に当たる部分から無念の涙を流すという演出も出てきて、三悪惨敗シーンとして欠かせない作品風景となって定着していった。

## おしおき・反省
善玉に負けた三悪にはお決まりの反省、もしくはお仕置きオチが待っているが、作品毎によって描かれ方が異なる。

### オチの種類
- 1.マージョ一味

爆弾誤爆による自爆敗北で、ボタンを押したのは誰？という事で大抵グロッキーに責任が押し付けられる。マージョも失敗に及ぶ事への責任から逃れようと中々直ぐにボタンを押そうとせず、グロッキーもマージョに責任を押し付けようといろいろ細工をし、ワルサーもそれに乗せられないように警戒する。しかし、そういった小細工もバレてしまい、結局グロッキーがマージョから折檻され、時にはワルサーも一緒にやられてしまうが、基本的にグロッキー一人が責任を負わされる意味ではシリーズ唯一だといえる。
その折檻も主に蹴り飛ばしだが、後期になると、火のついた花火を押し込められたり（第46話）、戦勝前祝いと食べていた饅頭を押し込められたり（第56話）とどんどん激しくなっていく。時によっては折檻がなく、ダイナモンドだと思ってせしめた物が、実はダイナモンドではないと分かってショックになるのもわずかながらある。
- 2.ドロンボー一味

作戦失敗等でドロンボー一味はヤッターマンに敗退、もしくはせっかくドクロストーンを手に入れても、ヤッターマンに敗北した事でドクロベエからのお仕置きを毎度の如く受けてしまう。ドクロベエの力は絶対であり、抵抗しようにも抵抗できず、逃げようにも逃げられず、結局は全員揃って砂地獄や熱湯などに放り込まれたり、拷問メカや猛獣に襲われる等の様々な仕掛けによるお仕置きを浴びる結果となる。3人がおしおき三輪車で逃走中の際にドクロベエからの怒りのお仕置き宣告が入り、ベートーベンの「運命」の一節（かからない場合もある）と共におしおき開始。
ドクロベエ（滝口順平）が唱う挿入歌でもお仕置きの節が出て、このおしおきが作品の柱の一つになっている事を意味しており、そのレパートリーにはかなり強烈で過激なものもあるが、ドクロベエもドロンボーたちの命を奪うようなことまではしない。
一方のドロンボーたちも、初期はお仕置きに耐えてたものの、毎回の理不尽なおしおきにたまりかねて、第17・42話では「ドクロベエのスカポンターン!!」と絶叫（その後ではとどめのお仕置きをされた）、そして中期より、おしおきをされた際（あるいはされる前）に「おしおきポーズ」として「ドクポンターン!!」と絶叫する様になる。
- 3.アクダマン

裁判メカによる判決で、アクダマン3人中一番の敗北原因となった相手を選び出し、有罪判決による刑罰処分を下す。時と場合によっては2人、もしくは3人全員で罰を受けるが、裁判メカの判決は（トボッケー自作の弁護士メカのおだてによる）「法廷侮辱罪」、（ムージョの行動による）「馬鹿さ加減」、（裁判メカの）「その時の気分」、（ドンジューローを）「もっとも活躍しなかった」、（前述と同じ）「出番を与える意味で」という理不尽なものもあったりするが、裁判メカもアクダマンを殺すような事はしない。なお、刑を免れた二名は、指名された者への刑に関わる（ニャラボルタも参加することがある）時もあるが、これもシリーズ唯一のケース。
- 4.オジャママン

タイムパトロール隊本部に帰還後、オタスケマンによって事件解決した事に立腹した東南長官から「愛の特訓」と称されるAコース、Bコースの二つの特訓コースのうち、どちらかを選ばされるが、善玉のヒカルとナナのオタスケマン側が楽な方になり、アターシャたちオジャママン側が辛い方ばかりになるパターン。
例外的に第32話でのボート漕ぎの特訓では、セコビッチがヤケクソで選んだBコースはオール無しの楽々コースで、オタスケマンのヒカルとナナに与えられたオール有りのAコースは、オンボロボートを急いで漕がなければならない厳しいコースで、ある意味後述する三悪の勝利にも通じるものとなっている。
- 5.ミレンジョ一味

大巨神に追い詰められたミレンジョたちは、勝手にでっち上げた不幸話や、嘘八百の身の上話などを騙って様々な命乞いで同情を誘い、その猿芝居を真に受けた大巨神が「罪を憎んで人を憎まず」と一時は見逃しかけるものの、ミレンジョたちは反省せずに「扁平足！」「鉄くず！」「ポンコツ！」「バカ！」などの罵詈雑言や悪態を垂れるのが常で、それを聞いたり、見抜いた怒り心頭の大巨神による「大激怒!!」（第1話では「怒ったぞー!!」、第24話では「大逆上!!」、第26話では「偽りの心、許せん!!」）の制裁を、連れのコマロ王子と共に、途中からドンファンファン伯爵も巻き込んで下されてしまう。
第34話でも猿芝居は無く、大巨神が「未練たらしく言い訳しなかったな」と近づくと、コクピットにあったのはミレンジョ一味のダミー人形で、本物は全員予備コクピットで「スカ巨神」と言いながら逃亡しようとするも見つかり、そして第39話では敗退後もミレンジョ・スカドン・コマロ・伯爵が命乞いをせずに大巨神に敵意を剥き出した時、桃太郎侍ならぬ金太郎侍に扮したコケマツが、大巨神に逆らう4人を切り捨てるが、大巨神から「仲間に対する裏切り」と言われ、裁きを与えようとするのに不満なコケマツがうっかり猿芝居だとバラしたため、どちらも結局「大激怒!!」を招いてしまう。
- 6.クリーン悪トリオ

クリーン悪トリオは逆転王及び三冠王に敗北した後、コン・コルドー会長から叱責されて給料も減らされて退散。すっかり疲れ果てて「人間辞めて何になろうか？」といろいろなもの（動物や身の回りの物など）に自分たちを例えて妄想するようになる。そしてその世界では最初は良いと思っていても、最後は人間の時よりも酷い目に遭うオチばかりになり、結局は「やっぱり人間の方が良い…」「明日はきっと良い事がある…」「明日も頑張ろう…」となるが、物語最後半ではストーリー都合上このコーナーは無くなる。
なお、例外的に第48話ラストではクリーン悪トリオは、シャレコウベダチョウでトッキュウマンモスを追跡中に、途中でやる気を無くし、職務を放棄してしまうが、その際にもコン・コルドーからの懲罰鉄槌を受けている。
- 7.二束三文トリオ

イタダキマンに敗北したヤンヤンたちは「何で負けちゃったの～」とぼやくが、同行していた空作（イタダキマン）から「お釈迦様の言葉を守らなかったから、罰（バチ）が当たったんだよ」といつも言われるのがパターン。
- 8.花の刑事トリオ

「今週の反省」と称して反省会を行うが、結局何も活かされないまま、自分たちで妄想馬鹿騒ぎに終始するだけで終わる。「人間辞めて何になる？」ネタも出ている。
- 9.ドロンボー一味（リメイク版）

旧ヤッターマンと同じく、ドクロベエからのお仕置きを受ける。限定版2弾では例外的にお仕置きが行われず、代わりに「人間辞めて何になる？」のコーナーが行われている。
- 10.アクダーマ

オヤダーマのおしおきで、アクダーマ3人はJKKに発見された真歴史を、膨大な量の頁の教科書に張り替える改訂作業を一つ一つ手作業で行わされる事になる。さぼったり逃げようとすれば様々な制裁が来る。その仕打ちはアクダーマが「ブラック企業」と呼ぶほど。その前に電撃の制裁が行われるのだが、無印中盤以降はヤッターマン同様に、その回に因んだおしおきが行われるようになった。

## 三悪の仲
この時期のメカアニメの悪役の幹部といえば、常にやり方や手柄争いで反目し合っているというのが多いが、三悪の場合、『タイムボカン』の場合は「負けた際の責任のなすり合い」程度で、1回も内部トラブルがなかったものの、『ヤッターマン』第95話ではボヤッキーとトンズラーがユメノパトラに色目を使ったことに怒ったドロンジョが一味を脱走したり、『ゼンダマン』第31話ではドンジューローを解雇しようとしたり、『オタスケマン』第23話では連戦連敗にたまりかねたアターシャが、メカ製作をゲキガスキーに代えたことで、セコビッチがショックのあまり一味を脱走したり、『ヤットデタマン』の第34話でも、同じように連敗続きでコケマツに愛想を尽かしかけたミレンジョが、ドンファンファンに肩入れした事で、コケマツが一味を離脱しかけたり、『逆転!イッパツマン』の第35話でのコスイネンのシャレコーベリース社から出て別会社に就職しようとするなど、1作に付き最低1回は内部トラブルが起きているが、大抵ラスト近くで仲直りして元の鞘に治まるといったことが多く、三悪の仲はさほど悪くはないようである。これはOVA『王道復古』のドロンボー一味でも描かれており、前編でのレース参加を一人だけ辞退していたボヤッキーが仲間の危機を放っておけず最後には意を決して参戦したり、後編でヤッターマンに敗退したものの、ドロンジョがボヤッキーとトンズラーに「久しぶりに一緒に戦えて楽しかったよ…」と素直に礼を述べている。『タイムボカン 逆襲の3悪人』では、美麗によって連れ戻されたビマージョが一時JKKに勤め、最終決戦ではトキオたちの側に付いて戦うが、戦いの終了後には、ツブヤッキー、スズッキーの元へ帰っている。
ただ、毎回理不尽なほど自分たちをアゴで使い、負けるたびに自分の言い分も聞いてもらえずに八つ当たりしまくる、女ボスに対する子分たち（特に発明家キャラ）の不満は少なくない模様（前述のセコビッチ脱走エピソードもその一つ）で、『タイムボカン』第35話ではマージョやワルサーに八つ当たりされたグロッキーが「番組降りたくなっちゃったな」とつぶやいたり、同第43話ではワルサーとグロッキーが自分たちの心境をEDテーマ『それゆけガイコッツ』の替え歌で歌ったり、『ゼンダマン』ではムージョが単独で刑罰（おしおき）されると、トボッケーとドンジューローがニャラボルタと共に様子をにやけながら見ていたり、ゼンダマンの挿入歌の「ムージョ様のために」の二番歌詞の解説にも、2人のムージョに内心抱いている不満が綴られたり、トボッケーが刑罰を喰らっている際にそれを行っているムージョに対し、「お前なんかより、さくらの方が美人だ！」と文句をたれたり、『ヤットデタマン』では自分たちを放っておいてドンファンファン伯爵に恋い焦がれているミレンジョに対してコケマツの文句が絶えなかったり（それが原因で、前述の大巨神への許しを請う猿芝居を見抜かれてしまう事もある）、『イッパツマン』第54話（前述）では、「レイケツナイト」の爆発後に瓦礫の山から脱出したコスイネンとキョカンチンが、ムンムンが爆死したと思い込んで「自分が支社長（キョカンチンは部長）になれる!!」とぬか喜びするシーンなどに出ている。
女ボスの色気にメロメロになっている二人だけに、正義側の攻撃に女ボスがセクハラ同然の辱めを受けた際、それに加担して楽しむようなシーンにも傾向がある。『ヤッターマン』では度々ドロンジョがゾロメカの攻撃で服が破れたり、脱がされたりするのをボヤッキーとトンズラが、敗北が迫るのを忘れて見とれたり、『王道復古』では、前述の戦いの後、胸元がはだけたドロンジョの手を掴んだまま胸を隠そうとするのを妨害したり、『タイムボカン24』の第12話では、ツブヤッキーがビマージョをモデルとした天使メカを造るが、天使メカはクワガッタンの攻撃で衣服が剥げていき、その影響はビマージョの衣装にまで及んで破れてしまい、そうなることでビマージョの恥ずかしい感情がメカの性能アップに繋がるといったものにまで表れている。しかしながら「それゆけガイコッツ」に出てくる歌詞「スキな人 スキな人 マージョ様」のように、基本的には上司と部下よりも女王様と忠臣に近く、女ボスを崇拝しながらも愚痴をこぼすという関係である。

## 三悪の勝利
『タイムボカン』シリーズでは『逆転イッパツマン』第30話「シリーズ初！悪が勝つ」においてイッパツマンに勝利したほか、『ゼンダマン』第51話「生命のもと発見！ゼンダマン」においても一応ゼンダマンに勝利している。
この他にも負けなかった回や、決着がつかなかったエピソード、あるいは実際には戦い無し（三悪の夢オチ等）も、シリーズ全話を通して少ないながらもある。
- 『ヤッターマン』第45話「雪女の秘密だコロン」では、ヤッターマンの主力メカたるヤッターワンを葬り去ったが、ドロンボー一味が操縦する「バスガマシーン」もミサイルを切り離す装置が故障していたためミサイルに引きずられてヤッターワンに体当たりをしてしまい、引き分けに終わる。第107話「ドジソンの大発明だコロン」でのゾロメカ同士による尻相撲対決では、勝負ではドロンボーが珍しく勝利したが、ドロンボーはゾロメカの暴走で自滅し、戦いでは敗北扱いとなった。他には勝負せず終わったり、リメイク版でも全て敗北扱いだが実際はお互いまともにやり合えなかったこともあった。
- 『ヤッターマン』の第101話は、ドロンボーの夢オチ話で、実際には戦っていない。
- 『オタスケマン』の第52話で、オタスケキンタがオジャママンのジュゴンメカに破壊されるが、その次の最終話でオタスケサンデー号が変形したサンデースター号で救援に駆けつけると、ジュゴンメカは爆弾を内蔵した尻尾を切り離して逃亡を図るが、サンデースター号が尻尾を投げて送り返したことでジュゴンメカが爆発してしまう。
- 『ヤットデタマン』の第40話は、舞台オチ話となり、第47話はミレンジョの夢の中の話で、実際にはヤットデタマンとは戦っていない。
- 『ヤットデタマン』の最終話では、大巨神が天変地異に襲われたナンダーラ王国を救うために出動するが、ミレンジョ一味とは戦わずに終わる。
- 『逆転イッパツマン』の第43話と第53話は、イッパツマンが劣勢のまま、戦いが次回に持ちこされて終わる[20]。
- 『逆転イッパツマン』の第47話はコスイネンの、第48話はムンムンの夢オチ話で、第52話の戦いも、シャレコーベリース社自主製作の映画の中での話だった。
- 『逆転イッパツマン』の最終話とその1つ前の話（第57話）では、クリーン悪トリオとは無戦に終わる[21]。
- 『夜ノヤッターマン』の第3話では、第2話でも登場したヤッターマン側のコウノトリ型メカに、ドロンボー一味のメカが抱き付いて自爆して両方が破壊。引き分けに終わった。
- 『夜ノヤッターマン』第7話でイカ型メカがヤッターマンボウと共に海中ファンに激突し爆発。竜宮城（壁の外の本当の海）に行くのが夢で何度も壁を越えようとするリュウの手助けとなる。
- 『タイムボカン24』第13話でアクダーマがトナカイメカに乗ってトキオたちを襲うが、トキオたちは戦闘に参加しておらず、この回のゲストキャラであるルドルフによって倒されている。真歴史に関してもアクダーマが起こしたタイムパラドックスによって無くなり、事実上の引き分けとなった。

## 三悪の関係
当初、『タイムボカン』のマージョ一味と『ヤッターマン』のドロンボー一味は同一人物だった。『タイムボカン』の最終話（TV放送版のみ）で「次はドロンボーと改名してドクロストーンを探す」というセリフがあり、『ヤッターマン』第11話では「タイムボカンの頃を思い出す」、第93話ではBGMとして流れた「それゆけガイコッツ」を「タイムボカンのときのぼくちゃんたちのテーマ」と呼んでいるセリフが存在した。
『ゼンダマン』においても、第32話でドンジューローが「わいらの青春」「あれから4年」というシーンで、マージョ一味やドロンボーのカットが挿入されている。また第46話ではせっかく製作したメカと自分をコケにされて落ち込んでいたトボッケーに対し、ムージョとドンジューローが「久々にやろうか！」、「そうでんな！」と前作の「おだてブタの歌」を歌ってのせるシーンもある。
『オタスケマン』の劇場版や、『ヤットデタマン』第40話でも三悪が上映劇場に歴代善玉と共に背景で揃うファンサービスのシーンがあり、そうした繋がりを持たせるようなものも描かれた。
『逆転イッパツマン』の第43話ではシャレコウベリース社内で行われる隠し芸大会の練習中、ムンムン、コスイネン、キョカンチンが、それまでの三悪に扮しては変わっていき、互いに過去作品ネタを出したボケとツッコミをしあうシーンが展開され、しまいにはムンムンが「7年もやっていれば、何が何だか判らなくなるねえ…」と自嘲してしまい、挙げ句にミンミンから「（7年間善玉たちに）やられっぱなしってわけか」と言われる有様。
しかし、現在では各作品の三悪はそれぞれ別人ということになっている。『王道復古』では『イタダキマン』までの三悪同士の対決が行われた。『ヤッターマン（リメイク版）』の第26話においてドロンボー一味が他の三悪と共演した。
なお、三悪同士にはつながりが存在する。
- ドロンボー一味のボヤッキーにソバ打ちを教えたのはクリーン悪トリオのコスイネンである[25]。
- ドロンボー一味（『ヤッターマン』）の3人と花の刑事トリオ（『怪盗きらめきマン』）の3人にはそれぞれ血縁関係がある[26]。
- 『怪盗きらめきマン』のヒエールの子孫であるドック・リンゴが自分の先祖を検索していた際、『タイムボカン』のグロッキーと『タイムパトロール隊オタスケマン』のセコビッチと『逆転イッパツマン』のコスイネンが表示された。
- 『夜ノヤッターマン』の新生ドロンボーは3人とも『ヤッターマン』のドロンボー一味（服装のデザインは旧版）の末裔。

## 三悪と正義のスタンス
三悪と正義側には、隣り合って暮らしていたり、女ボスが善玉主人公に心惹かれ、善玉男主人公もその存在に…といった具合に敵同士でも惹かれ合う場合が作品によって出てくる。

### 各作品毎の善玉との関係
- タイムボカン

マージョ一味は丹平たち「木江田研究所」の近所で暮らしており、純粋に対立し合う関係で、とりわけマージョは丹平たちに殺意を持っており、あの手この手で丹平たちを爆殺しようとしていた。物語中盤～後半にかけて、互いにダイナモンド探索での手がかりを見つけるために、相手側の情報を得るため、善玉のチョロ坊、ペラ助と、悪玉のグロッキー、ワルサー共に相手側の情報収集を行うシーンが見られる。
- ヤッターマン

ドロンボー一味はドクロストーンを探索するためのメカ制作の資金集めのインチキ商売を行い、そのインチキ商売を普段着姿のヤッターマンが見つけ、ときにはヤッターマン自身もインチキ商売の被害に遭ったり、ドクロベエの爆弾の爆発に巻き込まれたりする事もあるが、それでドロンボーたちの目的を知って追跡する。一方でドロンジョはヤッターマン1号ことガンちゃんに心が動き、ときめく時がある。それはガンちゃんも同じだが、結局は争う関係に戻る。ボヤッキーやトンズラーもヤッターマン2号のアイちゃんに惹かれる場合があるが、こちらはアイちゃんからは迷惑がられ、無視されている。
- ゼンダマン

アクダマンはゼンダマンの住む紋者研究所と隣合って住んでおり、最終回まで互いの正体を知らないまま、意識し合っている。ムージョはしょっちゅうトボッケーに「隣のさくらと私とどっちが綺麗か？」と聞いてくるが、隣のさくらもまた、ゼンダマン1号のテッちゃんこと鉄に「隣の女性（ムージョ）と自分のどっちが綺麗？」と聞く時があった。ヤッターマンとは違うものの、ムージョが鉄を意識したり、鉄もムージョにときめいたりすることがあった。トボッケーもそんな鉄と自分を比べて、ムージョに「どっちが良いか？」と聞く場合がある。
- オタスケマン

オタスケマン、オジャママン共にタイムパトロール隊で同居しているが、前作と同じく最終話まで互いの正体に気づくことが無いままだった。どちらも互いに小馬鹿にし合う関係で、シリーズで初めて善悪が同居している間柄。ヒカルとナナには個室が宛がわれているが、アターシャたちは3人一緒の部屋に押し込まれており、そこにゲキガスキーも加わって、より窮屈になる。
- ヤットデタマン

遠山探偵事務所のマンション最上階にワタルとコヨミの部屋があり、その上の屋根裏部屋にはカレン姫とカレン姫の付きロボットのダイゴロンが同居しているが、地下にはミレンジョ一味が住み込んでいて、毎度家賃を滞納している。オタスケマンに続く善悪同居の例。
- 逆転イッパツマン

タイムリース社の環境の良い社員寮から通勤する豪やランと異なり、シャレコウベリース社営業成績最下位のクリーン悪トリオは、汚れてくたびれ果てた社員寮から、毎日すし詰めの満員電車に揺られながら通勤する。タイムリース社の内情を探ろうとしたムンムンは、豪を見つけ、その豪とイッパツマンを重ねて「ミスターX様」と慕うようになる。
- イタダキマン

優美な学生寮に住む法子たちと違い、浪人トリオはボロボロで汚い寮に住み込んでいて、そこに空作も転がり込んでいる。善玉とは対照的に住む環境の悪さは前作から引き続いている。
- タイムボカン王道復古

ドロンボーはそれぞれ現在の生活を持ち、トンズラーはマネージャー業となり、ドロンジョは結婚し、7歳を頭に5人の子供を産んだ子だくさんのママとなった。ボヤッキーも会津若松のおハナちゃんと結婚して国分寺に蕎麦屋を開いていたが、その生活を大事にするあまり、歴代三悪総登場レースへの出場を只1人拒んでいるボヤッキーを2人が誘いに来る。一方ヤッターマンもガンちゃんとアイちゃんが結婚して新婚生活を送っているが、そのラブラブ関係は以前よりも強くなり、ドロンボーのタツノッコン王国襲撃もそっちのけで、オモッチャマを呆れさせている。
- 怪盗きらめきマン

きらめきマン1号のリップの父はジュテーム署の署長だが、リップときらめきマン2号のパフ（リップの子孫）の正体を知らないままジュテーム署できらめきマンを追う花の刑事トリオの扱いに手を焼いている。なお刑事トリオ専用メカのワンダーブルは、ヒエールがジュテーム署のパトカーを改造したもの。
- ヤッターマン（新）

旧ヤッターマンのオマージュの関係が随所で展開される。
- タイムボカン24

カレンの勧めでトキオはJKKに入り、真歴史発見の任に務める。一方アクダーマたちはJKKの下にあるヒストリーパラダイス社に務めているが、社内倉庫番とアルバイトや派遣社員以下の低賃金で冷遇され、扱き使われながら、オヤダーマの指令を待つ。
- タイムボカン 逆襲の三悪人

トキオとカレンは美麗の指揮の下に入り、新サポートロボのO3（オースリー）と共にダイナモンド探索の任に就き、同じようにアクダーマもオヤダーマの命令でダイナモンドを獲得しようとするが、美麗は実はビマージョの姉で、O3を使って妹を連れ戻そうと目論んでいる。

## 三悪の終焉
ボカン作品が最終話を迎えた時、その作品内でそれぞれの三悪特有の終わり方となるが、基本的に腐れ縁というべき関係で、3人一緒にまたなってしまうというもので終わることが多い（『夜ノヤッターマン』等を除く）。

### 各ラストシーン
- 1.タイムボカン

ダイナモンドの正体が判明し、タイムガイコッツも最終話で大破した後、マージョは荷物をまとめたグロッキーとワルサーと共にどこかに去っていき、ラストで視聴者に向かっていつかリベンジする事を語っていた。
- 2.ヤッターマン

ドクロベエが去った事でヤッターマンやドクロベエに散々な目にあわされたドロンボーは解散し、3人は涙を惜しみながらそれぞれ三者三様の新しい人生を歩もうと決意して、三つ叉に分かれた道から1人ずつ別れを告げて、それぞれ歩んでいくが、その道は行った先で再び一本に合流するようになっているので、3人が結局離れられない関係になっている事を暗喩している（ただし、『タイムボカン王道復古』では別々の人生を送っていることが描かれている）。
- 3.ゼンダマン

アクダマンは手に入れた命の源をニャラボルタから取り上げて飲んだものの、命の源は若返らせる効用があるために、飲んだ3人は赤ん坊になってしまう。更に暴走した裁判メカの爆発に吹き飛ばされて川の流木の上に着地し、赤子のまま3人一緒でどこかへと流されてしまう（ただし、『タイムボカン王道復古』では経緯は不明だが元の姿に戻っており、その後も作品でも登場している）。
- 4.オタスケマン

オジャママンは地球に激突して滅亡させてしまうオオボラー大彗星の接近に対し、それを阻止しようと歴史改変を目論んでいたトンマノマントの正体であるゲキガスキーと共にアンドロメダマ号で彗星に特攻して粉砕し、悪役の汚名を返上して英雄的な最期を遂げる。
- 5.ヤットデタマン

カレン姫とのナンダーラ王国の王位継承戦で敗れたミレンジョ姫は、強引にコマロを王に据えようとしたものの、王に相応しくない者を王位に就かせると天変地異が起こって国が滅ぶ言い伝え通りになって王国が崩壊寸前になったために、結局コマロを王にする事を断念、コケマツ、スカドン、コマロにドンファンファン伯爵と共に王国を去る。
- 6.逆転イッパツマン

コン・コルドーの死と共にシャレコウベリース社は消滅し、クリーン悪トリオは人生をやり直すために解散して、3人はそれぞれ仲間たちを懐かしんで1人電車に乗って揺られてはいたものの、その電車には実は先程別れたはずの同僚2人もそれぞれ別な車輛に乗っていて、3人とも同じ場所に向かっていた事を知らないままラストを迎える。
- 7.イタダキマン

オシャカパズル探索が終わり、たてまえトリオが元の学生生活に戻ったように、二束三文トリオも元の3人一緒の浪人生活に戻る。ヤンヤンは自分たちを負かしていたイタダキマンでスパイとして近づいたとはいえ、「どこか憎めない奴だった」と自分たちを監視したことを水に流しており、旅立った空作が両親に再会できることを願っていた。
- 8.タイムボカン王道復古

ドクロベエならぬトグロベエの指令でドロンボー一味は、タツノッコン王国の秘宝を得ようとし、秘宝を守るガッチャマンやポリマーなどのタツノコヒーローたちを蹴散らすものの、結局失敗して新婚ボケから解消されたヤッターマンと対決して敗北。ドロンジョは主婦に、トンズラーはマネージャー業に、ボヤッキーは会津若松のおハナちゃんと開いた蕎麦屋という今の生活に再び戻る（ただし、トグロベエのおしおきは受けるが）。
- 9.タイムボカン2000 怪盗きらめきマン

ジュテーム署を辞した花の刑事トリオは、ヒエールの子孫であるドック・リンゴと共に刑事トリオ改め花の盗賊団を結成。今度はきらめきマン改めきらめき刑事となったリップとパフが、逆に本当の悪党になった一行を追う事になり、いずれの立場でも散々な目に遭う。
- 10.新ヤッターマン

ほぼ旧『ヤッターマン』と同じ具合に解散し、ドロンジョは永遠の美貌を手に入れるためタイムマシンで未来へ、トンズラーはモテモテになるためタイムマシンで原始時代へ、ボヤッキーは会津若松に戻っておハナちゃんと人生をやり直そうとするため、それぞれ旅立つが、別れがつらくなりドロンボーを再結成。ドクロベエも地球が恋しくなり、ドロンボーにドクロリングは50個必要だと勝手に増やし、命令を下す。
- 11.ヤッターマン（実写映画版）

旧作とほぼ同じラストだが次回予告で再結成を果たした。
- 12.夜ノヤッターマン

新生ヤッターマンと共闘してドクロベェとヤッター12神将を倒し、ヤッターキングダムは解放される。新生ヤッターマンと別れた後、3人は元の辺境の地へ戻り、それぞれの新たな人生を送る。ラストは初代ドロンジョから「いい夢見るんだよ」と優しく語りかけられる。
- 13.タイムボカン24

真歴史は再び散らばってしまい、オヤダーマによる歴史のコントロールは全て失敗し、3人もオヤダーマから半年間の業務停止を宣告されてしまう。
- 14.タイムボカン 逆襲の三悪人

姉の美麗によって一時はJKKに入り、トキオとカレンのチームに入ったビマージョだが、最後の戦いの後、ツブヤッキーとスズッキーを見捨てられず、ヒストリーパラダイス社に戻り、オヤダーマのおしおきを受けつつも、3人で過ごす日常に戻る。

## ゲームでの三悪

### 『ボカンと一発!ドロンボー』
バンプレストが1996年にPlayStationソフトとして発売した『ボカンと一発!ドロンボー』は、ドロンボー一味が主人公となり、歴代善玉と、その専用メカと戦っていく『タイガーヘリ』タイプのシューティングゲーム。出演する三悪はドロンボーだけだが、ステージ毎に使える自機が選択制となり、タイムガイコッツ～竜子メカ（本作ではシャレコウベメカを「シャレコウベカー」、竜子メカを「でんでんメカ」と呼称）という歴代三悪の移動兼コアメカを操作する。なお、自機がやられるとドロンボーたち専用のおしおき三輪車となり、一応お仕置き三輪車にも攻撃能力はあるが、その状態で攻撃を食らうと、一発でやられてゲームオーバーになる（コンティニューはクレジット残量で可）。特殊攻撃（ボンバー攻撃に当たるもの）では、原作でそれぞれの三悪が乗り込んだメカとなって戦うものになる。ゲームオリジナルのドロンボー3人の専用メカドロンジョカー、ボヤッキーカー、トンズラーカーも登場（次作でも、同じように登場）したが、本作ではドクロベエの声はオリジナルの滝口順平ではなく、茶風林に変わっている（完璧版では滝口はペラ助で登場したが変更はされなかった）。後にステージとキャラクター（『逆転イッパツマン』の三冠王）を追加し、歴代善玉たちの声も改めて収録したセガサターン版の完璧版も発売され、イッパツマンを除いて（富山敬逝去後に伴い、代役に松本保典。なお、サポートロボもオモッチャマはオリジナルの桂玲子だが、アマッタンはオリジナルの佐久間あいではなく、後のきらめきマン1号リップ役の川上とも子）オリジナルキャストで出演。更に山本正之作曲・歌唱による新主題歌「ボカンと一発!ドロンボー」もOPアニメと共に収録された。

### 『ボカンですよ』
2年後の1998年には、同じくバンプレストが『ボカンですよ』を発売。前作同様のシステムのシューティングゲームで、引き続きドロンボー一味が主役となり、歴代悪玉メカを使って一部前作と役割が変更された善玉メカたちと対決していくのも同じだが、一度ゲームをクリアすると、今度は黒幕であるドクロベエの命令で同じステージを戦う以外に、ドクロベエに扱かれたり、ゲームオリジナルメカのドクロベエカーが登場したり、更には真の最終ボスとなったドクロベエ相手に戦う最終ステージも追加される。前作の完璧版ではOPのみ出演だったオリジナルキャラふくろうメカの吹き替えに加えて、完璧版に続いて歴代善玉主人公たちも音声が入り、更に初代善玉ヒロイン役の岡本茉莉（次作では淳子も演じる）のみ出演している。

### 『ボカンGoGoGo』
2001年には前二作とはうってかわり、レースゲームとなった『ボカンGoGoGo』が発売された。OVA『タイムボカン王道復古』のように、歴代三悪が勢揃いしてレース競争し、ドクロベエが求める「シュヤクノザ」を手に入れる事が目的で、今作ではドロンボーだけではなく、マージョ一味～二束三文トリオといった歴代悪玉トリオのうち、どれかを選んでプレイできる。ゲームオリジナルのドロンボー専用カーも登場し、更に様々な三悪でゲームをクリアしていくと当時最新の三悪だった『タイムボカン2000 怪盗きらめきマン』の花の刑事トリオが追加され、専用メカのワンダーブルの他、歴代善玉メカ（きらめきマンのトッタルニャンも登場）も使用することができる。しかし、善玉メカだけではなく、刑事トリオもゲーム本筋のストーリーモードをプレイできず、過去シリーズ三悪のようなエンディングは用意されていない。
なお、ラストはどの作品もゲームクリア後に、原作アニメ同様に結局苦労が報われず、メカの不備や、善玉の反撃を受けたり、目的を果たしても、その後にろくでもない結末が待っている、というドロンボーや三悪特有のものになっている。

## 他作品出演
前述のゲームの後には、2008年に発売されたカプコンの対戦格闘ゲーム『タツノコ VS. CAPCOM』では、ヤッターマンや他のタツノコキャラと共に、ドロンジョがトンズラーとボヤッキーを引き連れてプレイヤーキャラとして登場している。原作ネタが持ち技で出る他に、EDで結局報われないでヤッターマンにやられる具合にドロンボーらしいオチとラストになっている。

## 三悪をモデルにした作品・キャラクター・パロディ
三悪はタイムボカンシリーズの看板となったが、タツノコプロや、別会社の後々の作品類にも三悪のようなポジションと役回りのキャラクターチームが様々な形で登場している。ここではモデルとして明確に影響を受けていることが判明している作品のみ記述する。
とびだせ!マシーン飛竜 - ゼニゼニチーム
東映動画（現東映アニメーション）とタツノコプロの合作によるスーパーカーアニメ。岬コンツェルンの飛竜チームの敵対相手の、大儲けを企むガッポリンコンツェルンが傭うゼニゼニチームが登場。ゼニゼニチームはオッカナビッチとイカリーヌ夫妻と、その娘のツンツンによる親子3人チームで、男一人女二人でかつ、家族という組み合わせなのがボカンの三悪と異なっている。三悪の怪力ポジションのようなオッカナビッチは、女ボスのような美人妻イカリーヌの尻に敷かれている。なお、雇い主であるガッポリン会長役は、三悪怪力役のたてかべ和也。
戦国武将列伝 爆風童子ヒッサツマン - アクダマ三姉妹
タイムボカン影響及び、スタッフや一部出演者にタイムボカン繋がりがあるOVA作品。このチームだけ全員女性三姉妹設定で、長女のビージョ、次女のブージョ、三女のバージョで構成され、ブージョがメカ担当となり、バージョはメカ占い担当になる。リーダーのビージョの声は三悪リーダーでもあった小原乃梨子。
プリンプリン物語 - ランカー商会ランカーの女性部下ヘドロ(セクシー美女)と手下のシドロ(小太り)、モドロ(のっぽ)
ふしぎの海のナディア - グランディス一味
2004年10月27日放送の『BSアニメ夜話』において、岡田斗司夫が三悪の影響を認めている。リーダーの女性（グランディス）に手下の男性2人（サンソンとハンソン）という構成が同一。グランディスも要所で「やっておしまい」の決めゼリフを使う。序盤では三悪と同じように主役たち（ナディアとジャン）を付け狙う悪役であったが、途中からは心強い味方となり人生の先輩格として各種の相談にも応じるようになる。また、頭脳派キャラと肉体派キャラのデザインがタイムボカンシリーズとは異なっている（肉体派のサンソンは痩せており、頭脳派のハンソンは太っている）。
六門天外モンコレナイト - コレクション伯爵一味
このチームはゼニゼニチームと同じく、メンバーの男女構成が逆（本来「女ボスと男部下2人」のところ、「オカマボスと美少女部下2人」）となっている。小山高生の門下であるあかほりさとるが手掛けた作品で、これ以外にもナレーションなど作品全般にタイムボカンシリーズへのオマージュともいえる要素が少なからず含まれており、ラジオ番組などでは、あかほり自ら「タイムボカンシリーズ7.5作目」と自称していた。
アニメポケットモンスターシリーズ - ロケット団
ムサシ、コジロウ、ニャースの三人組は三悪のオマージュが多く、「メカを作って出撃するが、最終的には破壊される」「台詞『ポチッとな』をしばしば使用する」などの共通点が多い。なお、このチームは男女構成としては基本通りであり、ムサシがリーダーということになっているが、実際の関係は主従なしの対等なパートナーである。
吉川兆二は『ポケモン・ストーリー』（日経BP社、2000年発行 ISBN 4-8222-4199-8）において「ロケット団を、まあ言ってしまえばタイムボカンみたいにしたかった」と語っている。そのため、吉川を筆頭とするスタッフは、ロケット団の三人組を三悪同様に「欠かしてはいけない存在」として位置付けている。ただし、脚本家の首藤剛志は、ロケット団の原点をアニメ版『さすがの猿飛』に登場するスパイナー高校の00893と004989であるとしている。
究極戦隊ダダンダーン - ハッピードロッパーズ
ハッピー様（女ボス）、ガルガ（怪力）、ミスター珍（メカ担当）の3人の悪役チーム。ゲーム後半ではそれぞれが専用メカに乗り、プレイヤーと対決する。
三悪がモデルではあるが、『コミックゲーメスト』に連載（画 伊藤霊一）された漫画では、ハッピー様が「そんな事を言うとタ○ノコプロに文句を言われるよ!!」と元ネタ製作会社混じりのネタもある。なお、ドラマCDでは出演声優も三悪と同じ小原、八奈見、たてかべの3人。
サイバーボッツ - デビロット一味
デビロット姫（女性リーダー）、地獄大師、Dr.シュタイン（男性部下二人）で構成されている。
キャラクターデザイナー・西村キヌは、三悪であるがリーダーが女性の年増ではあれなので現在のデザインになったことと、実際のモデルは『不思議の国のアリス』のアリスと『ドラゴンクエストIV 導かれし者たち』のアリーナ姫様ご一行だと公言している。
セガサターン版の同ゲームにおいては、地獄大師の声を八奈見が担当し、台詞にはない「ポチッとな」が収録されている。
『タツノコ VS. CAPCOM』においてヤッターマンのドロンボー一味と共演を果たしており、ドロンジョは彼女たちを「バッタもん共」、ボヤッキーは自身と同じく八奈見が声を担当している地獄大師を「自分の声までパックンチョしている」と評している。一方のデビロット姫もドロンボー一味のことを「本家」と呼んでいる。
そして互いに真・三悪の座をかけて対決。戦いの中でデビロット姫とドロンジョは互いを認めて友情を育むが、最後は恒例のお仕置きを食らい、6人で自転車をこぎながら去っていく。
また、デビロットが参加している『PROJECT X ZONE』の公式サイトでの彼女のキャッチコピーは「この世の正義は許さない」と明らかにヤッターマンの決め台詞を意識したものになっており、原典のサイバーボッツでも台詞として登場している。
ガンバードシリーズ - 盗賊団トランプ（第1作）、空賊団クイーンパイレーツ（第2作）
各ステージのボスとして登場。第1作ではルージュ、エース、クロード、第2作ではシャーク、ギミック、ブレードのトリオ。声優はタイムボカンシリーズの三悪と同じであり、さらに第2作ではキャラクターデザインもより近いものとなった。半壊するとロボットに変形する巨大メカを投入するだけでなく、ステージの中盤では3人がそれぞれ1人乗りのメカに乗って攻撃を仕掛けてくる。
GOD HAND - 悪の三人組
鞭使いで女リーダーのコンチータ、長身痩躯のブーメラン使いのメラン、鉄球で殴ってくる樽のような体型のテッキュウから成るトリオ。コンチータに至っては「やっておしまい」という台詞もある。この三人との専用戦闘曲は『Yet... oh see mind』、この曲名も「やっておしまい」の語呂合わせである。